# Nõmavere
Nõmavere (Duits: Nömmafer) is een plaats in de gemeente Põltsamaa, provincie Jõgevamaa in Estland. De plaats heeft de status van dorp (Estisch: küla) en telt 87 inwoners (2021).
De Tugimaantee 38, de secundaire weg van Põltsamaa naar Võhma, komt door Nõmavere.

## Geschiedenis
Nõmavere werd voor het eerst genoemd in 1583 onder de naam Mamawier. In 1624 heette het dorp Memmafer, in 1638 Mummaferr, in 1685 Nummawerrest, in 1687 Næmafer By (by is Zweeds voor ‘dorp’) en in 1797 Nemefer. In het begin van de 18e eeuw werd bij het dorp het landgoed Nemmenhof gesticht. Vanaf 1797 was dat een Hoflage, een niet-zelfstandig landgoed, onder Woisek (Võisiku). In 1905 werd het centrum van de Hoflage verlegd naar wat nu het dorp Esku is.
In de jaren zestig van de 20e eeuw werd het buurdorp Annamõisa (Duits: Annenhof) bij Nõmavere gevoegd.